# 德拉甘·奥库卡
德拉戈米尔·"德拉甘"·奥库卡（1954年4月2日—）是一名塞尔维亚足球教练。
2011年5月10日，中国足球超级联赛球队江苏舜天宣布奥库卡接替扬·科奇安，成为俱乐部的新任主教练。在奥库卡上任前，江苏舜天在联赛前6轮仅拿1分，排名联赛倒数第二位。奥库卡上任后，江苏舜天取得14胜4平6负，获得联赛第四名的俱乐部历史最好成绩。
2012赛季，奥库卡率队更进一步，以14胜12平4负的成绩获得联赛亚军，历史上首次获得亚足联冠军联赛的参赛资格。11月8日，他击败马尔切洛·里皮和高洪波，获得2012赛季中超联赛最佳教练的称号。 12月，他当选为塞尔维亚2012年度最佳教练。
2013年3月3日，他率领江苏舜天在2013年中国足球协会超级杯击败上赛季的联赛杯赛双料冠军广州恒大，获得执教球队后的首个正式比赛冠军。不过之后进行亚冠联赛，江苏舜天位列小组第三被淘汰，而在中超联赛中，江苏舜天排名一直位列联赛下游，甚至到最后一轮还需要为保级而战，虽然最终比青岛中能多一分而保级成功，但俱乐部决定不再和合同到期的德拉甘续约。
2014年4月28日，中国足球超级联赛球队长春亚泰宣布德拉甘接替被解雇的萨布利奇成为球队新任主教练。

## 榮譽

### 球員
維列茲足球會
- 南斯拉夫盃: 1981
- 巴爾乾杯: 1981

### 教練
奧比利奇足球俱樂部
- 塞爾維亞和黑山甲級聯賽: 1997–98

歷基亞足球會
- 波蘭足球甲級聯賽: 2001–02
- 波蘭盃: 2002

江蘇舜天足球俱樂部
- 中國足球協會超級盃: 2013

個人
- 中國足球協會年度最佳教練: 2012
- 年度塞爾維亞教練: 2013